# ایالت انوگو
ایالت انوگو (به لاتین: Enugu State) یک ایالت در نیجریه است.

## خصوصیات
ایالت انوگو ۷٬۱۶۱ کیلومترمربع مساحت و ۳٬۲۶۷٬۸۳۷ نفر جمعیت دارد.